# Mohamed Sherif
Mohamed Sherif Mohamed Ragaei Bakr (in arabo محمد شريف‎?; 4 febbraio 1996) è un calciatore egiziano, attaccante dell'Al-Khaleej e della nazionale egiziana.

## Caratteristiche tecniche
Sherif è un calciatore polivalente; in grado di svariare su tutto il fronte d'attacco, inizia la carriera da esterno sinistro, salvo poi adattarsi a riferimento offensivo della manovra.

## Carriera

### Club
Muove i suoi primi passi nelle giovanili del Wadi Degla. Approdato in prima squadra, il 30 gennaio 2018 si accorda con l'Al-Ahly, firmando un contratto valido per quattro anni e mezzo. Non riuscendo a trovare spazio, il 25 agosto 2019 passa in prestito all'ENPPI. Sotto la guida del tecnico Helmy Toulan viene adattato a prima punta con ottimi risultati; conclude la stagione segnando 14 reti in 30 presenze. Terminato il prestito torna all'Ahly con cui segna 20 reti in campionato - laureandosi capocannoniere; l'ultimo a raggiungere tale soglia in campionato è stato Hassan El-Shazly nel 1975 - e 6 in CAF Champions League, di cui uno nella finale vinta 3-0 contro il Kaizer Chiefs, risultando decisivo nella conquista del trofeo continentale, laureandosi capocannoniere della competizione.

### Nazionale
Esordisce in nazionale il 17 novembre 2020 in Togo-Egitto (1-3), incontro valido per le qualificazioni alla Coppa d'Africa 2021. Segna la rete del provvisorio 0-2, prima di lasciare il campo nella ripresa al 56' per far posto a Zizo. Il 29 dicembre 2021 viene incluso dal CT Carlos Queiroz nella lista definitiva dei 25 convocati per la fase finale della Coppa d'Africa, dove l'Egitto viene sconfitto in finale dal Senegal ai calci di rigore.

## Statistiche

### Presenze e reti nei club
Statistiche aggiornate al 2 marzo 2024.
| Stagione          | Squadra           | Campionato        | Campionato | Campionato | Coppe nazionali | Coppe nazionali | Coppe nazionali | Coppe continentali | Coppe continentali | Coppe continentali | Altre coppe | Altre coppe | Altre coppe | Totale | Totale |
| Stagione          | Squadra           | Comp              | Pres       | Reti       | Comp            | Pres            | Reti            | Comp               | Pres               | Reti               | Comp        | Pres        | Reti        | Pres   | Reti   |
| ----------------- | ----------------- | ----------------- | ---------- | ---------- | --------------- | --------------- | --------------- | ------------------ | ------------------ | ------------------ | ----------- | ----------- | ----------- | ------ | ------ |
| 2014-2015         | Wadi Degla        | PL                | 2          | 0          | CE              | 0               | 0               | -                  | -                  | -                  | -           | -           | -           | 2      | 0      |
| 2015-2016         | Wadi Degla        | PL                | 21         | 1          | CE              | 1               | 0               | -                  | -                  | -                  | -           | -           | -           | 22     | 1      |
| 2016-2017         | Wadi Degla        | PL                | 19         | 1          | CE              | 2               | 1               | -                  | -                  | -                  | -           | -           | -           | 21     | 2      |
| 2017-gen. 2018    | Wadi Degla        | PL                | 19         | 2          | CE              | 2               | 2               | -                  | -                  | -                  | -           | -           | -           | 21     | 4      |
| Totale Wadi Degla | Totale Wadi Degla | Totale Wadi Degla | 61         | 4          |                 | 5               | 3               |                    | -                  | -                  |             | -           | -           | 66     | 7      |
| gen.-giu. 2018    | Al-Ahly           | PL                | 3          | 0          | CE              | 0               | 0               | ACC+CCL            | 0                  | 0                  | SE          | -           | -           | 3      | 0      |
| 2018-2019         | Al-Ahly           | PL                | 6          | 2          | CE              | 1               | 2               | ACC+CCL            | 3+2                | 1+0                | SE          | 0           | 0           | 12     | 5      |
| 2019-2020         | ENPPI             | PL                | 30         | 14         | CE              | 1               | 0               | -                  | -                  | -                  | -           | -           | -           | 31     | 14     |
| 2020-2021         | Al-Ahly           | PL                | 31         | 20         | CE              | 5               | 0               | CCL                | 13                 | 6                  | SE+SA+Cmc   | 1+1+2       | 0+1+0       | 53     | 27     |
| 2021-2022         | Al-Ahly           | PL                | 20         | 7          | CE              | 3               | 0               | CCL                | 13                 | 6                  | SE+SA+Cmc   | 1+1+2       | 0           | 40     | 13     |
| 2022-2023         | Al-Ahly           | PL                | 28         | 11         | CE              | 0               | 0               | CCL                | 13                 | 2                  | SE+Cmc      | 1+4         | 0+1         | 46     | 14     |
| Totale Al-Ahly    | Totale Al-Ahly    | Totale Al-Ahly    | 88         | 40         |                 | 9               | 2               |                    | 44                 | 15                 |             | 13          | 2           | 154    | 59     |
| 2023-2024         | Al-Khaleej        | SPL               | 32         | 6          | KC              | 3               | 0               | -                  | -                  | -                  | -           | -           | -           | 35     | 6      |
| 2024-2025         | Al-Khaleej        | SPL               | 2          | 0          | KC              | 0               | 0               | -                  | -                  | -                  | -           | -           | -           | 2      | 0      |
| Totale Al Khaleej | Totale Al Khaleej | Totale Al Khaleej | 34         | 6          |                 | 3               | 0               |                    | -                  | -                  |             | -           | -           | 37     | 6      |
| Totale carriera   | Totale carriera   | Totale carriera   | 213        | 64         |                 | 18              | 5               |                    | 44                 | 15                 |             | 13          | 2           | 288    | 86     |

### Cronologia presenze e reti in nazionale
| Cronologia completa delle presenze e delle reti in nazionale ― Egitto | Cronologia completa delle presenze e delle reti in nazionale ― Egitto | Cronologia completa delle presenze e delle reti in nazionale ― Egitto | Cronologia completa delle presenze e delle reti in nazionale ― Egitto | Cronologia completa delle presenze e delle reti in nazionale ― Egitto | Cronologia completa delle presenze e delle reti in nazionale ― Egitto | Cronologia completa delle presenze e delle reti in nazionale ― Egitto | Cronologia completa delle presenze e delle reti in nazionale ― Egitto |
| Data                                                                  | Città                                                                 | In casa                                                               | Risultato                                                             | Ospiti                                                                | Competizione                                                          | Reti                                                                  | Note                                                                  |
| --------------------------------------------------------------------- | --------------------------------------------------------------------- | --------------------------------------------------------------------- | --------------------------------------------------------------------- | --------------------------------------------------------------------- | --------------------------------------------------------------------- | --------------------------------------------------------------------- | --------------------------------------------------------------------- |
| 17-11-2020                                                            | Lomé                                                                  | Togo                                                                  | 1 – 3                                                                 | Egitto                                                                | Qual. Coppa d'Africa 2021                                             | 1                                                                     | 56’                                                                   |
| 25-3-2021                                                             | Nairobi                                                               | Kenya                                                                 | 1 – 1                                                                 | Egitto                                                                | Qual. Coppa d'Africa 2021                                             | -                                                                     | 62’                                                                   |
| 29-3-2021                                                             | Il Cairo                                                              | Egitto                                                                | 4 – 0                                                                 | Comore                                                                | Qual. Coppa d'Africa 2021                                             | 1                                                                     | 60’                                                                   |
| 1-9-2021                                                              | Il Cairo                                                              | Egitto                                                                | 1 – 0                                                                 | Angola                                                                | Qual. Mondiali 2022                                                   | -                                                                     |                                                                       |
| 5-9-2021                                                              | Franceville                                                           | Gabon                                                                 | 1 – 1                                                                 | Egitto                                                                | Qual. Mondiali 2022                                                   | -                                                                     |                                                                       |
| 30-9-2021                                                             | Alessandria d'Egitto                                                  | Egitto                                                                | 2 – 0                                                                 | Liberia                                                               | Amichevole                                                            | 2                                                                     | 68’                                                                   |
| 12-11-2021                                                            | Luanda                                                                | Angola                                                                | 2 – 2                                                                 | Egitto                                                                | Qual. Mondiali 2022                                                   | -                                                                     | 82’                                                                   |
| 16-11-2021                                                            | Alessandria d'Egitto                                                  | Egitto                                                                | 2 – 1                                                                 | Gabon                                                                 | Qual. Mondiali 2022                                                   | -                                                                     | 59’                                                                   |
| 1-12-2021                                                             | Doha                                                                  | Egitto                                                                | 1 – 0                                                                 | Libano                                                                | Coppa araba FIFA 2021 - 1º turno                                      | -                                                                     | 73’ 84’                                                               |
| 4-12-2021                                                             | Doha                                                                  | Sudan                                                                 | 0 – 5                                                                 | Egitto                                                                | Coppa araba FIFA 2021 - 1º turno                                      | 1                                                                     | 73’                                                                   |
| 7-12-2021                                                             | Al Wakrah                                                             | Algeria                                                               | 1 – 1                                                                 | Egitto                                                                | Coppa araba FIFA 2021 - 1º turno                                      | -                                                                     | 83’                                                                   |
| 11-12-2021                                                            | Al Wakrah                                                             | Egitto                                                                | 3 – 1 dts                                                             | Giordania                                                             | Coppa araba FIFA 2021 - Quarti di finale                              | -                                                                     | 58’                                                                   |
| 15-12-2021                                                            | Doha                                                                  | Tunisia                                                               | 1 – 0                                                                 | Egitto                                                                | Coppa araba FIFA 2021 - Semifinale                                    | -                                                                     | 46’                                                                   |
| 18-12-2021                                                            | Doha                                                                  | Egitto                                                                | 0 – 0 dts (4 – 5 dtr)                                                 | Qatar                                                                 | Coppa araba FIFA 2021 - Finale 3º posto                               | -                                                                     |                                                                       |
| 11-1-2022                                                             | Garoua                                                                | Nigeria                                                               | 1 – 0                                                                 | Egitto                                                                | Coppa d'Africa 2021 - 1º turno                                        | -                                                                     | 90’                                                                   |
| 15-1-2022                                                             | Garoua                                                                | Guinea-Bissau                                                         | 0 – 1                                                                 | Egitto                                                                | Coppa d'Africa 2021 - 1º turno                                        | -                                                                     | 78’                                                                   |
| 26-1-2022                                                             | Douala                                                                | Costa d'Avorio                                                        | 0 – 0 dts (4 – 5 dtr)                                                 | Egitto                                                                | Coppa d'Africa 2021 - Ottavi di finale                                | -                                                                     | 91’                                                                   |
| 3-2-2022                                                              | Yaoundé                                                               | Camerun                                                               | 0 – 0 dts (1 – 3 dtr)                                                 | Egitto                                                                | Coppa d'Africa 2021 - Semifinale                                      | -                                                                     | 106’ 118’                                                             |
| 16-11-2023                                                            | Il Cairo                                                              | Egitto                                                                | 6 – 0                                                                 | Gibuti                                                                | Qual. Mondiali 2026                                                   | -                                                                     | 75’                                                                   |
| 19-11-2023                                                            | Monrovia                                                              | Sierra Leone                                                          | 0 – 2                                                                 | Egitto                                                                | Qual. Mondiali 2026                                                   | -                                                                     | 87’                                                                   |
| 22-3-2024                                                             | Il Cairo                                                              | Egitto                                                                | 1 – 0                                                                 | Nuova Zelanda                                                         | Amichevole                                                            | -                                                                     | 81’                                                                   |
| 26-3-2024                                                             | Il Cairo                                                              | Egitto                                                                | 2 – 4                                                                 | Croazia                                                               | Amichevole                                                            | -                                                                     | 80’                                                                   |
| Totale                                                                |                                                                       | Presenze                                                              | 22                                                                    |                                                                       | Reti                                                                  | 5                                                                     |                                                                       |

## Palmarès

### Club

#### Competizioni nazionali
- Campionato egiziano: 3

Al-Ahly: 2017-2018, 2018-2019, 2022-2023
- Supercoppa d'Egitto: 2

Al-Ahly: 2021, 2022
- Coppa d'Egitto: 1

Al-Ahly: 2021-2022

#### Competizioni internazionali
- CAF Champions League: 2

Al-Ahly: 2020-2021, 2022-2023
- Supercoppa CAF: 2

Al-Ahly: 2020, 2021

### Individuale
- Capocannoniere del campionato egiziano: 1

2020-2021 (20 gol)
- Capocannoniere della CAF Champions League: 1

2020-2021 (6 gol)